# 정읍시의 국회의원

## 행정구역 변천
- 1945년 8월 15일 전라북도 정읍군
- 1981년 7월 1일 정읍군 정주읍이 정주시로 승격
- 1983년 2월 15일 정읍군 내장면이 정주시에 편입
- 1995년 1월 1일 정주시와 정읍군을 통합하여 정읍시 설치

## 정읍시의 역대 국회의원 일람
| 대수         | 이름           | 소속정당       | 임기                               | 선거구역                                                                |
| ------------ | -------------- | -------------- | ---------------------------------- | ----------------------------------------------------------------------- |
| 제1대        | 나용균(羅容均) | 한국민주당     | 1948년 5월 31일 ~ 1950년 5월 30일  | 정읍군 갑: 정주읍 북면 내장면 입암면 소성면 고부면 영원면 덕천면 이평면 |
| 제1대        | 김종문(金鍾文) | 한국민주당     | 1948년 5월 31일 ~ 1950년 5월 30일  | 정읍군 을: 신태인읍 태인면 정우면 감곡면 옹동면 칠보면 산내면 산외면    |
| 제2대        | 신석빈(辛錫斌) | 무소속         | 1950년 5월 31일 ~ 1954년 5월 30일  | 정읍군 갑: 정주읍 북면 내장면 입암면 소성면 고부면 영원면 덕천면 이평면 |
| 제2대        | 김택술(金宅述) | 무소속         | 1950년 5월 31일 ~ 1954년 5월 30일  | 정읍군 을: 신태인읍 정우면 태인면 감곡면 옹동면 칠보면 산내면 산외면    |
| 제3대        | 김창수(金昌洙) | 자유당         | 1954년 5월 31일 ~ 1958년 5월 30일  | 정읍군 갑: 정주읍 북면 내장면 입암면 소성면 고부면 영원면 덕천면 이평면 |
| 제3대        | 김택술(金宅述) | 무소속         | 1954년 5월 31일 ~ 1958년 5월 30일  | 정읍군 을: 신태인읍 정우면 태인면 감곡면 옹동면 칠보면 산내면 산외면    |
| 제4대        | 나용균(羅容均) | 민주당         | 1958년 5월 31일 ~ 1960년 7월 28일  | 정읍군 갑: 정주읍 북면 내장면 입암면 소성면 고부면 영원면 덕천면 이평면 |
| 제4대        | 송영주(宋榮柱) | 민주당         | 1958년 5월 31일 ~ 1960년 7월 28일  | 정읍군 을: 신태인읍 정우면 태인면 감곡면 옹동면 칠보면 산내면 산외면    |
| 제5대 민의원 | 나용균(羅容均) | 민주당         | 1960년 7월 29일 ~ 1961년 5월 16일  | 정읍군 갑: 정주읍 북면 내장면 입암면 소성면 고부면 영원면 덕천면 이평면 |
| 제5대 민의원 | 송능운(宋能云) | 무소속         | 1958년 5월 31일 ~ 1961년 3월 8일   | 정읍군 을: 신태인읍 정우면 태인면 감곡면 옹동면 칠보면 산내면 산외면    |
| 제5대 민의원 | 김성환(金聲煥) | 무소속         | 1961년 5월 14일 ~ 1961년 5월 16일  | 정읍군 을: 신태인읍 정우면 태인면 감곡면 옹동면 칠보면 산내면 산외면    |
| 제6대        | 나용균(羅容均) | 민주당         | 1963년 12월 17일 ~ 1967년 6월 30일 | 정읍군 일원(제8선거구)                                                  |
| 제7대        | 박두선(朴斗先) | 민주공화당     | 1967년 7월 1일 ~ 1971년 6월 30일   | 정읍군 일원(제8선거구)                                                  |
| 제8대        | 유갑종(柳甲鐘) | 신민당         | 1971년 7월 1일 ~ 1972년 10월 17일  | 정읍군 일원(제9선거구)                                                  |
| 제9대        | 김택하(金鐸河) | 무소속         | 1973년 3월 12일 ~ 1979년 3월 11일  | 정읍군·김제군 일원(제5선거구)                                           |
| 제9대        | 장경순(張坰淳) | 민주공화당     | 1973년 3월 12일 ~ 1979년 3월 11일  | 정읍군·김제군 일원(제5선거구)                                           |
| 제10대       | 장경순(張坰淳) | 민주공화당     | 1979년 3월 12일 ~ 1980년 10월 27일 | 정읍군·김제군 일원(제5선거구)                                           |
| 제10대       | 김원기(金元基) | 신민당         | 1979년 3월 12일 ~ 1980년 10월 27일 | 정읍군·김제군 일원(제5선거구)                                           |
| 제11대       | 진의종(陳懿鍾) | 민주정의당     | 1981년 4월 11일 ~ 1985년 4월 10일  | 정읍군·고창군 일원(제6선거구)                                           |
| 제11대       | 김원기(金元基) | 민주한국당     | 1981년 4월 11일 ~ 1985년 4월 10일  | 정읍군·고창군 일원(제6선거구)                                           |
| 제12대       | 전종천(全鐘千) | 민주정의당     | 1985년 4월 11일 ~ 1988년 5월 29일  | 정주시·정읍군·고창군 일원(제6선거구)                                    |
| 제12대       | 유갑종(柳甲鐘) | 신민주당       | 1985년 4월 11일 ~ 1988년 5월 29일  | 정주시·정읍군·고창군 일원(제6선거구)                                    |
| 제13대       | 김원기(金元基) | 평화민주당     | 1988년 5월 30일 ~ 1992년 5월 29일  | 정주시·정읍군 일원                                                      |
| 제14대       | 김원기(金元基) | 민주당         | 1992년 5월 30일 ~ 1996년 5월 29일  | 정주시·정읍군 일원                                                      |
| 제15대       | 윤철상(尹鐵相) | 새정치국민회의 | 1996년 5월 30일 ~ 2000년 5월 29일  | 정읍시 일원                                                             |
| 제16대       | 김원기(金元基) | 새천년민주당   | 2000년 5월 30일 ~ 2004년 5월 29일  | 정읍시 일원                                                             |
| 제17대       | 김원기(金元基) | 열린우리당     | 2004년 5월 30일 ~ 2008년 5월 29일  | 정읍시 일원                                                             |
| 제18대       | 유성엽(柳成葉) | 무소속         |                                    | 정읍시 일원                                                             |
| 제19대       | 유성엽(柳成葉) | 무소속         | 2012년 5월 30일 ~ 2016년 5월 29일  | 정읍시 일원                                                             |
| 제20대       | 유성엽(柳成葉) | 국민의당       | 2016년 5월 30일 ~ 2020년 5월 29일  | 정읍시·고창군 일원                                                      |
| 제21대       | 윤준병(尹準炳) | 더불어민주당   | 2020년 5월 30일 ~ 2024년 5월 29일  | 정읍시·고창군 일원                                                      |
| 제22대       | 윤준병(尹準炳) | 더불어민주당   | 2024년 5월 30일 ~                  | 정읍시·고창군 일원                                                      |

## 같이 보기
- 김제시의 국회의원
- 고창군의 국회의원
- 부안군의 국회의원
- 전주시의 국회의원
- 군산시의 국회의원
- 익산시의 국회의원
- 정주시·정읍군
- 정읍시 (선거구)
- 정읍시·고창군